# Иван Саморано
Ива́н Луи́с Самора́но Само́ра (на испански: Iván Luis Zamorano Zamora) е бивш чилийски футболист, играл като централен нападател.
Заедно с Марсело Салас и Елиас Фигероа е смятан за един от най-известните футболисти на Чили. Дългогодишен капитан на чилийския национален отбор с който участва на Мондиал 98, както и на четири издания от турнира за Копа Америка.
През 2004 г. е посочен от Пеле като един от 125-те най-велики живи футболисти в света.
От 1998 г. е посланик на добра воля на УНИЦЕФ за Чили. Година по-късно основава фондация носеща неговото име, която има за цел да полага грижи за деца с увреждания.

## Състезателна кариера
Кариерата му в Европа започва в Санкт Гален за който се състезава три сезона, изиграва 56 мача в които отбеляза 34 гола. През 1990 г. преминава в Севиля и защитава цветовете на клуба два сезона.
През лятото на 1992 г. преминава в Реал Мадрид за трансферната сума от 5 милиона долара. С „белия балет“ печели всички турнири в Испания, става и голмайстор на шампионата за сезон 1994 – 95. Превръща се в една от легендите на клуба.
През 1996 г. малко неочаквано преминава в редиците на Интер Милано за трансферната сума в размер на 1 милион евро. Италианските медии считат този трансфер за абсурден, тъй като, „нерадзурите“ дават като част от сделката и считаният за един от най-добрите леви бекове в света по онова време 24-годишният тогава Роберто Карлош.
Любимият му № 9 е зает от Роналдо и от щаба на клуба му предлагат компромисен вариант – фланелка с № 8+1. С този номер Саморано играе през целия си 5-годишен престой в клуба. През сезон 1996 – 97 достига до финал в турнира за купата на УЕФА. В този мач Саморано отбелязва гол, но пропуска една от дузпите срещу Шалке 04 На следващата година отново достига финал от същия турнир и отново бележи, този път срещу Лацио и печели купата.
През сезон 2001 – 02 носи екипа на мексиканския Клуб Америка и става шампион на Мексико. Завършва кариерата си в чилийския гранд Коло Коло.

## Национален отбор
За националния отбор на Чили Саморано записва 69 срещи в които отбелязва 34 гола. Дебютът му е на 19 юни 1987 г. в приятелски мач срещу Перу, завършил 3 – 1.
На 29 април 1997 в квалификационна среща за Мондиал 98 отбелязва 5 гола на Венецуела за победата с 6 – 0.
На олимпиадата в Сидни 2000 печели бронзов медал и става голмайстор на турнира с шест гола.
Последната му изява за националния отбор е на 34-годишна възраст в бенефисен мач срещу Франция на 1 септември 2001 г., завършил 2 – 1 в полза на Чили.

## Успехи
Трасандино
- Примера Б (1): 1985

 Кобресал
- Купа на Чили (1): 1987

 Реал Мадрид
- Купа на краля (1): 1992 – 93
  - Финалист (1): 1991 – 92
- Суперкупа на Испания (1): 1993
  - Финалист (1): 1996
- Шампион на Испания (1): 1994 – 95
  - Вицешампион (1): 1992 – 93

 Интер
- Купа на УЕФА (1): 1997 – 98
  - Финалист (1): 1996 – 97
- Серия А
  - Вицешампион (1): 1997 – 98
- Купа на Италия
  - Финалист (1): 1999 – 00
- Суперкупа на Италия
  - Финалист (1): 2001

 Клуб Америка
- Шампион на Мексико (1): 2002

 Чили
- Олимпийски футболен турнир –  Сидни 2000

Индивидуални
- Футболист на годината в Швейцария (1): 1989 – 90
- Трофей Пичичи (1): 1994 – 95
- Голмайстор на Олимпийски футболен турнир – Сидни 2000 с 6 гола
- ФИФА 100